# Żnin

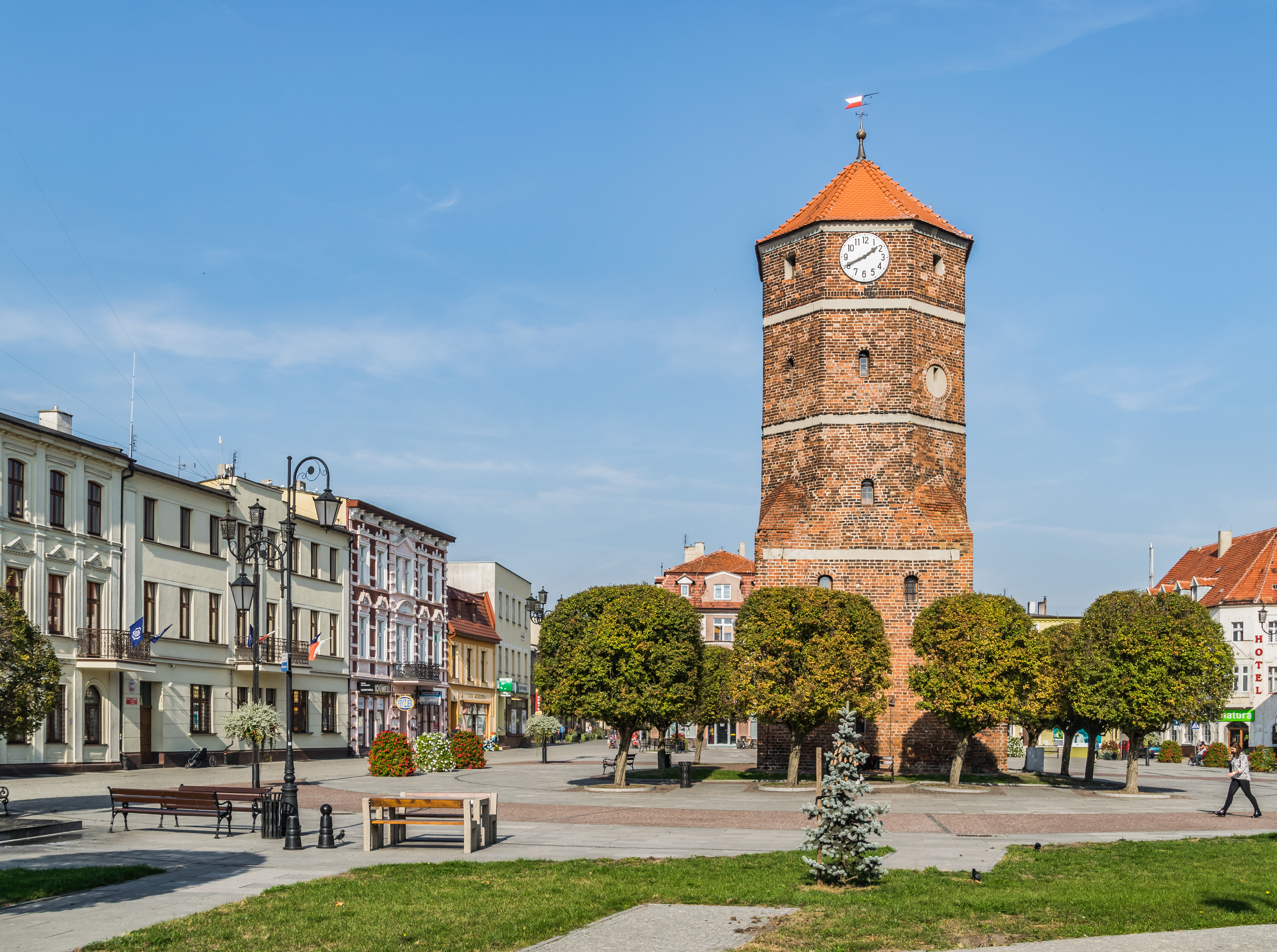
La tour de l'hotel de ville de Żnin. Octobre 2018.

Żnin est une ville polonaise de la voïvodie de Couïavie-Poméranie.

## Situation géographique
La ville se trouve au nord-ouest de la Pologne, dans la région des lacs de Paluki. Żnin se trouve à quelques kilomètres de la réserve archéologique de Biskupin.

## Histoire
Znin fait partie de 1818 à 1887 de l'arrondissement de Schubin puis jusqu'en 1919 de l'arrondissement de Znin dans le district de Bromberg au sein de la province de Posnanie.

## Jumelages
La ville de Żnin est jumelée avec :
- Albertirsa (Hongrie)
- Birštonas (Lituanie)
- Malacky (Slovaquie)
- Mettmann (Allemagne)
- Šalčininkai (Lituanie)
- Veselí nad Moravou (Tchéquie)